# Кадир, Рабия
Рабия Кадир (уйг. رابىيە قادىر / Рабийә Қадир‎, род. 15 ноября 1946 года) — предприниматель, известная уйгурская диссидентка и правозащитница, первый президент «Всемирного Уйгурского Конгресса» (2006—2017).

## Биография
Родилась в 1947 году в городе Алтай (Восточный Туркестан), в семье предпринимателей. Вышла замуж в 1965 году за Сидика Рузи и переехала в Аксу. В 1981 с семьей переехала в г. Урумчи, где начала вести небольшой бизнес по продаже уйгурской этнической одежды. После развала СССР, как и многие уйгуры, перешла на трансграничную торговлю с бывшими советскими республиками, основав оптово-торговую компанию «Akida Industry and Trade Co». Вскоре стала одной из пяти богатейших людей Китая, её компания вела торговые операции в восточных регионах Китая, Казахстане и России. Её семья является собственниками крупных торговых и деловых центров в г. Урумчи, таких как «Akida Trade Center», «Kadeer Trade Center».
Рабия Кадир также занималась благотворительностью, всячески поддерживая уйгурскую общину.
Мать одиннадцати детей.
Кадир стала членом правительства Синьцзяна в 1987 году и делегатом Народного политического консультативного совета Китая в 1992 году.

## Лишение свободы
Будучи свидетелем событий в Кульдже в 1997 году, Кадир говорит, что она потерпела неудачу в своих неоднократных попытках убедить Пекин, что необходимы радикальные изменения в политике по отношению к уйгурам. Чувствуя, что у неё нет выбора, она открыто критиковала правительство в своем выступлении перед парламентом, и была немедленно удалена из Народного консультативного собрания; власти лишили её паспорта.
В 1999 году она прислала вырезки из газет своему мужу, Сидик Рузи, который жил в Соединенных Штатах, работал диктором на радиостанциях Голос Америки и Свободная Азия, был активным противником китайской политики в отношении уйгурского народа. Рабия Кадир была задержана в августе 1999 года, когда направлялась на встречу с делегацией американского Конгресса в Урумчи. Она была задержана властями КНР по обвинению в «разглашение государственной тайны», и была осуждена 10 марта 2000 года в Урумчи народным судом промежуточной инстанции, в «подрыве государственной безопасности».
Кадир провела два года в одиночном заключении, но не была подвергнута пыткам. Она предполагает, что это случилось потому, что охранники знали о её международной репутации. В 2004 году, её срок был сокращен на год.

## Освобождение, правозащитная деятельность
В 2004 году она получила премию Рафто за борьбу за права человека, будучи в тюрьме.
14 марта 2004 года, Кадир была выпущена, номинально по медицинским соображениям, и выслана в Соединенные Штаты под стражей в преддверии визита госсекретаря США Кондолизы Райс в регион. 17 марта Кадир в США присоединились к своей семье.
В апреле 2007 года один из её сыновей, Абликим, был приговорен к 9 годам тюрьмы и 3 годам лишения политических правах, по обвинению в «разжигании и участии в сепаратистской деятельности». В ноябре 2006 года Алим, другой из её сыновей, был приговорен к 7 годам тюремного заключения и оштрафован на $ 62500. Кахар Абдурехим, еще один из её сыновей, был оштрафован на $ 12500 за уклонение от уплаты налогов. В июне 2006 года Алиму, Абликиму и Кахару были официально предъявлены обвинения в подрыве государственной безопасности и экономических преступлениях, вскоре после выбора Кадир, президентом Американской ассоциации уйгуров.
5 июня 2007 г. на конференции по вопросам демократии и безопасности, состоявшейся в Праге, Кадир лично встретилась с президентом Джорджем Бушем. 17 сентября 2007 года палата представителей Соединенных Штатов Америки приняла резолюцию 497, требующую, чтобы китайское правительство освободило заключенных детей Рабия Кадир и гражданина Канады уйгурского происхождения Хусейнжана Джалила и изменило свою политику по отношению к уйгурскому народу.

## «10 условий любви»
Джефф Дэниэлс снял документальный фильм о Кадир в 2009 году под названием «10 условий любви». Этот фильм был показан на Мельбурнском международном кинофестивале. Организаторы кинофестиваля отказали китайскому консульству в Мельбурне, требовавшему чтобы фильм был выведен из показа, а Рабию Кадыр не приглашали на кинофестиваль. Некоторые китайские продюсеры в знак поддержки КНР не приняли участия в кинофестивале. Сайт фестиваля был взломан и информация о фестивале заменена китайским флагом и антикадировскими лозунгами. Пресс-секретарь министерства иностранных дел Китая Цинь Ган сказала, что Китай «решительно выступает против любого предоставления иностранным государством ей трибуны для её антикитайской раскольнической деятельности». Тем не менее, Дэниелс сказал, это хорошо, что «люди смогли увидеть другую сторону истории» и критиковал давление со стороны китайского правительства.
Документальный фильм должен был быть показан на кинофестивале в городе Гаосюн на Тайване, в октябре 2009 года, китайское правительство предложило правительству Гаосюна «не мутить воду». Сайт фестиваля также взломали. Позже было объявлено, что фильм будет показан на кинофестивале, как это первоначально планировалось. Премьер Госсовета Ден И заявил, что правительство будет защищать свободу слова.